# Eric Grigorian
Eric Grigorian (1969) è un fotografo iraniano naturalizzato statunitense, vincitore del World Press Photo of the Year 2002.
Di origini armene, Grigorian si trasferisce a vivere negli Stati Uniti nel 1979, all'inizio della rivoluzione iraniana. Grigorian studia fotogiornalismo presso l'università di stato di San Jose, passando un semestre a Londra.
Dopo la laurea, Eric Grigorian lavora per tre anni presso il Los Angeles Daily News, per poi diventare un fotografo freelance. Nel 2002 si è unito all'agenzia di stampa Polaris.